# Stanwood (Michigan)
Stanwood è un villaggio degli Stati Uniti d'America, situato nello Stato del Michigan, nella contea di Mecosta.